# Fort Worth Convention Center

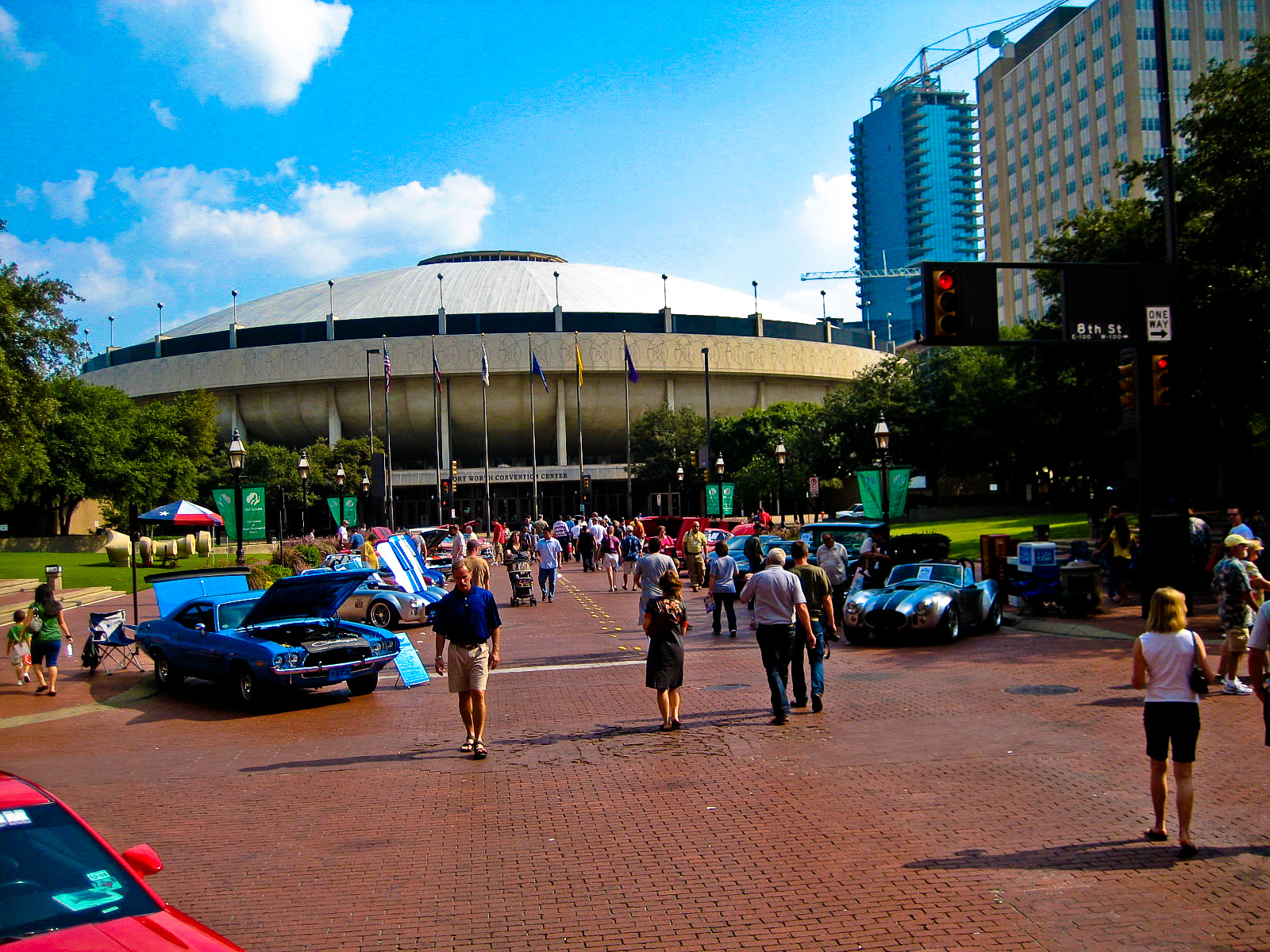
Fachada principal del Fort Worth Covention Center

El Fort Worth Convention Center es un pabellón multiusos con capacidad para 11 200 espectadores localizado en Fort Worth, Texas. Es el estadio del equipo de hockey sobre hielo Fort Worth Brahmas y de Fort Worth Flyers de baloncesto de la NBDL. Originalmente conocido como Tarrant County Convention Center, fue la casa del equipo de hockey Fort Worth Fire a mediados de los 90 y de Fort Worth Cavalry, de fútbol americano en 1994. Antiguamente lo fue de San Antonio Spurs y de Dallas Chaparrals de la ABA.